# Cianorte
Cianorte là một đô thị thuộc bang Paraná, Brasil. Đô thị này có diện tích 811,666 km², dân số năm 2007 là 67637 người, mật độ 79,4 người/km².